# اس‌ای‌جی‌پی‌اچ‌اواس
اس‌ای‌جی‌پی‌اچ‌اواس (به انگلیسی: SEGPHOS) با فرمول شیمیایی C۳۸H۲۸O۴P۲ یک ترکیب شیمیایی است. که جرم مولی آن ۶۱۰٫۵۷ g/mol می‌باشد. شکل ظاهری این ترکیب، جامد بی رنگ است.